# Chaetopoa
Chaetopoa  C.E.Hubb. é um género botânico pertencente à família Poaceae, subfamília Panicoideae, tribo Paniceae.
Suas espécies ocorrem na África.

## Espécies
- Chaetopoa pilosa Clayton
- Chaetopoa taylori C.E. Hubb.